# Rudolf Voříšek
Rudolf Voříšek (3. února 1909 Hodonín – 1. listopadu 1953 Praha, věznice Pankrác) byl český filosof, překladatel a redaktor. Zabýval se filosofií existencialismu. Byl zakladatelem katolické revue Řád, redaktorem časopisu Vyšehrad a stejnojmenného nakladatelství. Po komunistickém převratu roku 1948 byl propuštěn a roku 1952 ve vykonstruovaném politickém procesu odsouzen na 11 let. V pracovním táboře Bytíz při těžbě uranu onemocněl leukémií a zemřel.

## Život
Rudolf Voříšek se narodil 3. února 1909 v Hodoníně. Byl jediným synem majitele koloniálu Martina Voříška. Po ukončení reálky odešel na Filozofickou fakultu Univerzity Karlovy, kde roku 1934 obhájil disertační práci Existenciální filosofie Martina Heideggera a Karla Jasperse a promoval. Filosofii existencialismu se věnoval i v dalších letech, přičemž usiloval o její skloubení s křesťanstvím.
Na konci roku 1932 R. Voříšek s několika přáteli založil katolickou revue Řád (zanikla roku 1944). Ve 30. letech Voříšek viděl nebezpečí nejen v nacistickém režimu Třetí říše, ale i ve Stalinském Sovětském svazu. Proto přeložil studie francouzských myslitelů Henriho Daniela-Ropse a Josepha-Vincenta Ducatillona, které vyšly roku 1937 pod názvem Rudé plameny nad Evropou. Po ustavení československého komunistického režimu v roce 1948 tato předválečná kritika komunismu přispěla k jeho tragickému osudu.
Za druhé republiky Rudolf Voříšek vydal brožuru Úpadek a sláva českých dějin a v publikování pokračoval i za druhé světové války. V dubnu 1945 se oženil s Marií Čulíkovou. Měli spolu syna Vojtěcha (1947) a dceru Ludmilu (1948).
Po druhé světové válce byl R. Voříšek redaktorem katolického časopisu Vyšehrad a v letech 1947–1948 se na jeho řízení podílel. Po únorovém komunistickém převratu bylo vydávání časopisu zastaveno a Voříšek přešel do nakladatelství Vyšehrad. I to však bylo zanedlouho zakázáno a v letech 1951–1952 byli propuštěni a v politických procesech odsouzeni mnozí jeho redaktoři (Bedřich Fučík, Ladislav Jehlička, Ladislav Kuncíř, Václav Šnajdr) a spolupracovníci (Josef Kostohryz, Václav Renč, Zdeněk Kalista, František Křelina, Josef Myslivec a Josef Knap).
Rudolf Voříšek byl z nakladatelství propuštěn roku 1951 a následně krátce pracoval v družstvu Drupol. Dne 9. června 1952 byl zatčen. Dne 6. srpna 1952 byl v tajném politickém procesu odsouzen pro vykonstruovaný trestný čin velezrady k odnětí svobody na 11 let, k propadnutí majetku, k peněžitému trestu a ztrátě občanských práv. Jeho vězeňská anabáze začala ve vazbě ve věznici Pankrác, pokračovala ve věznici Vinařice a následně v pracovním táboře Bytíz u Příbrami, kde se těžila uranová ruda pro sovětský jaderný program.
Manželka Marie Voříšková o něm půl roku neměla žádnou zprávu. Pozvána byla až na samotný proces. Rodina pak zůstala bez prostředků a Marie musela pracovat jako dělnice a uklízečka. Dcera Ludmila později vzpomínala, jak jako malá navštívila otce ve věznici Vinařice. Protože byly Vánoce, donesla mu čokoládovou figurku, kterou ale dozorce ihned rozdrtil, zřejmě aby v ní nebylo nic schováno. Svým dětem R. Voříšek v dopisech posílal básně. Do vězení byl odsouzen rovněž Voříškův strýc, který byl katolickým knězem.
Dne 1. listopadu 1953 R. Voříšek v pankrácké vězeňské nemocnici zemřel na leukemii. Rodině bylo umožněno jej pohřbít do rodinné hrobky na Olšanském hřbitově, avšak pod podmínkou, že nebude žádné parte, na pohřbu bude přítomna pouze rodina a nikdo nepromluví. Na pohřeb dohlíželi příslušníci Státní bezpečnosti. Plné rehabilitace se R. Voříšek dočkal až 22. října 1991.

## Dílo
- Existenciální filosofie Martina Heideggera a Karla Jasperse, nepublikovaná disertační práce na UK, 1934
- Úpadek a sláva českých dějin (Vyšehrad, 1940)
- Maurice Roelants: Vysněný život (překlad z vlámského originálu, 1941)[1]